# Cathédrale de Portsmouth
La cathédrale Saint-Thomas-de-Cantorbéry (en anglais : Cathedral Church of St Thomas of Canterbury), communément appelée la cathédrale de Portsmouth, est la cathédrale de l'Église d'Angleterre de la ville britannique de Portsmouth, en Angleterre. Elle est située au cœur du Vieux-Portsmouth et est le siège de l'évêque de Portsmouth.
La cathédrale anglicane est l'une des deux cathédrales de la ville, l'autre étant la cathédrale Saint-Jean-l'Évangéliste, qui est située à environ un mile au nord.

## Histoire
Autour de l'année 1180, Jean de Gisors, un seigneur normand, donne des terres dans sa nouvelle ville de Portsmouth au prieuré augustinien de Southwick (en). Ils y construisent une chapelle en l'honneur du martyre de saint Thomas de Cantorbéry. La chapelle devient une église paroissiale au XIVe siècle et une cathédrale au XXe siècle. De la construction originelle ne subsistent que le chœur et le transept.
L'église a survécu à un raid français en 1337 mais en 1449, l'évêque de Chichester est assassiné par des marchands locaux. Les habitants de la ville sont alors excommuniés et l'église est fermée.
En 1642, pendant la guerre civile, l'église est bombardée par les forces des parlementaires. En 1683-1693, l'ancienne tour et la nef sont remplacées par de nouvelles.
Entre 1902 et 1904, l'église est fermée pour être restaurée. En 1927, le diocèse anglican de Portsmouth est créé. Des travaux, entrepris par l'architecte ecclésiastique Sir Charles Nicholson, commencent en 1932. Ils sont arrêtés en 1939 du fait de la seconde guerre mondiale et ne recommencent pas avant 1990.
En 2005, le prince Andrew d'York inaugure une plaque dédiée aux 111 hommes britanniques morts dans la mer Baltique en 1919 pour rendre leur liberté aux pays baltes. D'autres plaques identiques existent maintenant à Tallinn et à Riga.

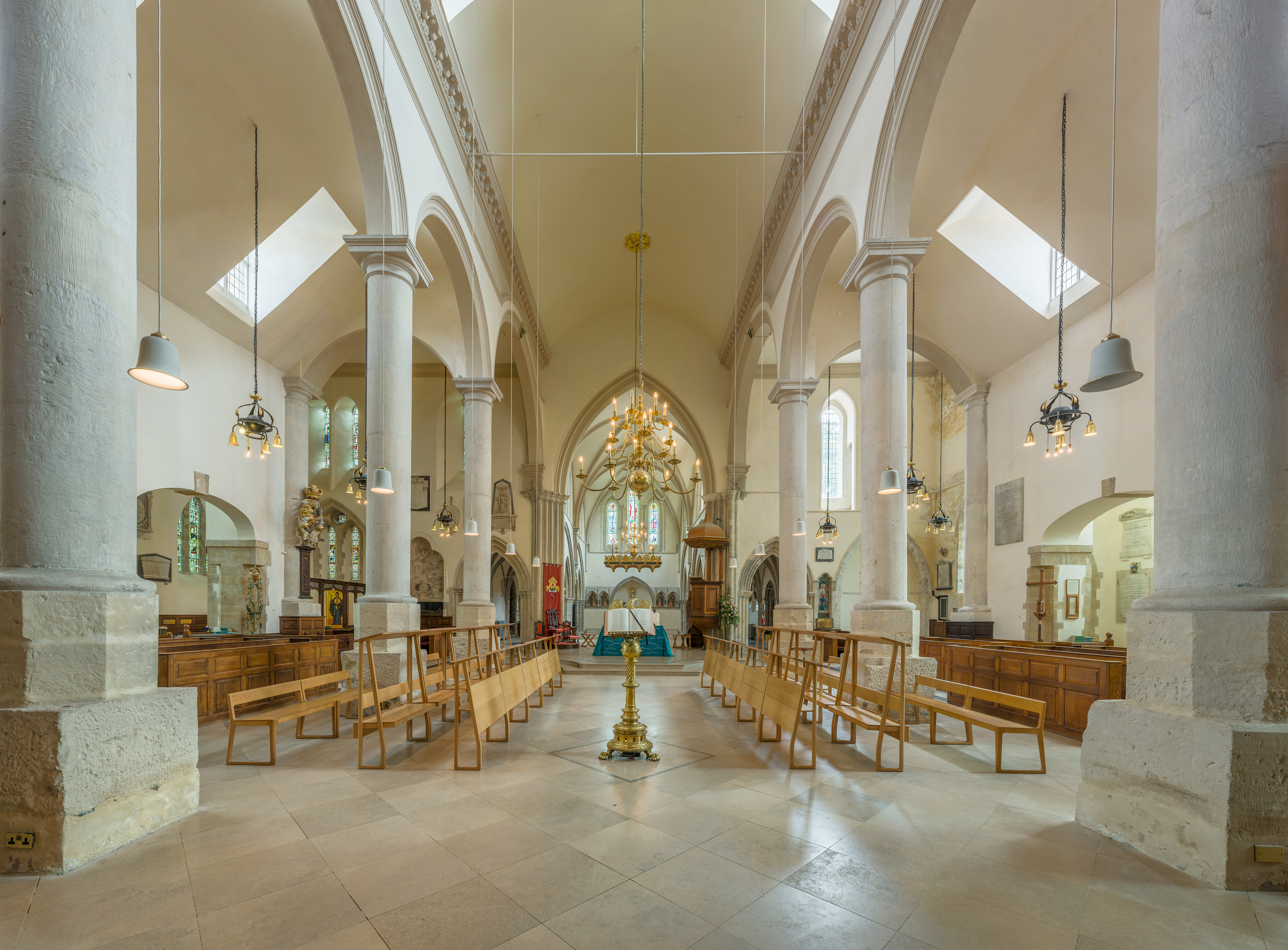
Cathédrale de Portsmouth.

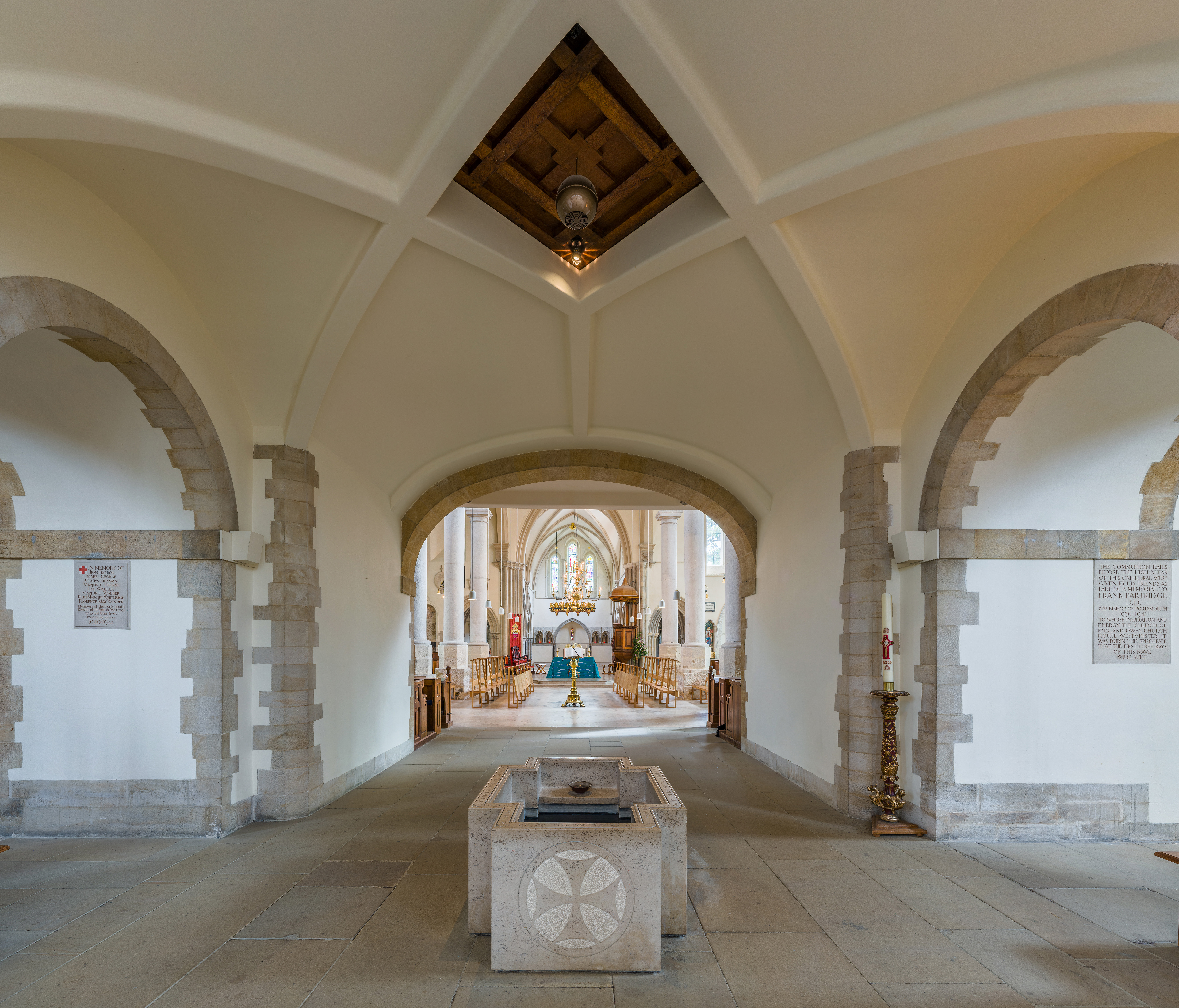

## Source
- (en) Cet article est partiellement ou en totalité issu de l’article de Wikipédia en anglais intitulé « Portsmouth Cathedral » (voir la liste des auteurs).